# Бруну Вале
Бруну Вале (порт. Bruno Vale, нар. 8 квітня 1983, Віла-Нова-де-Гая) — португальський футболіст, що грав на позиції воротаря.
Виступав, зокрема, за клуби «Порту» та «Аполлон», а також національну збірну Португалії.

## Клубна кар'єра
Народився 8 квітня 1983 року в місті Віла-Нова-де-Гая. Вихованець «Вілановенсі», з якого 1997 року потрапив до академії «Порту». З 2001 року виступав за резервну команду «Порту Б», в якій провів чотири сезони, взявши участь у 119 матчах третього португальського дивізіону.
Свій єдиний матч за першу команду «Порту» зіграв 9 травня 2004 року у матчі чемпіонату проти «Пасуш-де-Феррейри» (3:1), вийшовши на заміну на 57 хвилині замість Вітора Байї. Так і не витіснивши з основи легендарного воротаря «драконів», з 2005 по 2010 рік грав на правах оренди у складі інших португальських команд «Ештрела» (Амадора), «Уніан Лейрія», «Варзім», «Віторія» (Сетубал) та «Белененсеш».
Влітку 2010 року Вале був нарешті покинув «Порту», продовживши свою кар'єру в «Олівейренсі» з другого дивізіону, де провів два сезони як основний воротар, після чого 26 червня 2012 року 29-річний футболіст вперше переїхав за кордон, підписавши дворічний контракт з кіпрським клубом «Аполлон». У складі команди з Лімасола португалець провів наступні сім років своєї кар'єри гравця. Більшість часу, проведеного у складі кіпріотів, був основним голкіпером команди і відзначався досить високою надійністю, пропускаючи в іграх чемпіонату в середньому менше одного гола за матч, допомігши команді стати триразовим володарем Кубка Кіпру.
У червні 2019 року Вале повернувся до «Олівейренсі» і уклав однорічну угоду. По її завершенні, 4 червня 2020 року, воротар оголосив про завершення ігрової кар'єри.

## Виступи за збірні
1999 року дебютував у складі юнацької збірної Португалії (U-15), а наступного року з командою до 16 років став переможцем юнацького чемпіонату Європи в Ізраїлі. Загалом на юнацькому рівні взяв участь у 40 іграх.
Протягом 2003—2006 років залучався до складу молодіжної збірної Португалії, з якою був учасником молодіжних чемпіонатів Європи 2004 та 2006 років, здобувши на першому з них бронзові нагороди. Всього на молодіжному рівні зіграв у 19 офіційних матчах.
2004 року у складі олімпійської збірної Португалії був учасником футбольного турніру на Олімпійських іграх 2004 року в Афінах. На турнірі був дублером Жозе Морейри і на поле не виходив, а португальці посіли останнє місце у групі.
У 2003 році, будучи третім голкіпером «Порту», несподівано отримав виклик до національної збірної Португалії та дебютував у її складі 20 серпня, вийшовши на заміну замість Рікарду Перейри на 82-й хвилині у товариському матчі з Казахстаном (1:0).
У 2006 році був включений до заявки збірної на чемпіонат світу 2006 року у Німеччині, але за 2 тижні до «мундіалю» пошкодив ногу на молодіжному чемпіонаті Європи і був замінений у фінальній заявці Паулу Сантушем. В результаті за збірну так більше і не зіграв.

## Титули і досягнення
- Чемпіон Португалії (1):

«Порту»: 2003/04
- Володар Кубка Кіпру (3):

«Аполлон»: 2012/13, 2015/16, 2016/17
- Володар Суперкубка Кіпру (2):

«Аполлон»: 2016, 2017
- Юнацький чемпіон Європи (U-16) (1):

Португалія U-16: 2000
- Переможець Турніру в Тулоні (1):

Португалія U-20: 2003

### Індивідуальні
- Найкращий воротар Турніру в Тулоні: 2003[en][12]